# Case abbandonate
Case abbandonate è un documentario italiano del 2011 diretto da Alessandro Scillitani.

## Trama
Il documentario indaga sulle memorie dei luoghi non più abitati nella penisola italiana, dando voce a registi, poeti, architetti, abitanti.